# Sophus Hansen (Fußballspieler)
Sophus Peter Hansen (* 16. November 1889 in Kopenhagen; † 19. Februar 1962 ebenda) war ein dänischer Fußballspieler und -schiedsrichter.

## Werdegang
Sophus Hansen, der elf Geschwister hatte, begann 1902 in seiner Heimatstadt Kopenhagen zbeim Boldklubben Frem mit dem Fußballspiel. Zwischen 1906 und 1921 war er als Torwart in der ersten Mannschaft des Klubs aktiv. Am 21. Oktober 1911 absolvierte er in London bei der 0:3-Niederlage gegen die Englische Fußballnationalmannschaft der Amateure sein erstes Länderspiel für Dänemark. Er verletzte sich dabei vier Minuten vor der Halbzeitpause und wurde für den Rest der Partie durch den Feldspieler Svend Aage Castella vertreten.
Im folgenden Jahr nahm Hansen mit der dänischen Auswahl am Fußballturnier der Olympischen Sommerspiele 1912 in Stockholm teil. Er war Stammtorwart und absolvierte alle drei Partien der dänischen Mannschaft, die im Finale im Olympiastadion der Britischen Auswahl mit 2:4 unterlag und die Silbermedaille gewann.
Am 5. Juni 1919 bestritt Hansen beim 3:0-Sieg gegen Schweden im Københavns Idrætspark sein 25. Länderspiel und wurde damit erster Däne, der diese Marke erreichte – die Partie war der 30. Spiel in der dänischen Länderspielgeschichte.
Bei den Olympischen Sommerspielen 1920 in Antwerpen gehörte Hansen erneut zur diesmal vom Engländer Jack Carr betreuten dänischen Auswahl. Man schied bereits in der ersten Runde, dem Achtelfinale gegen Spanien, mit einer 0:1-Niederlage aus. Hansen verschuldete dabei durch einen Fehler das Gegentor, weshalb die Partie als „da Sophus gled i Antwerpen“ („als Sophus in Antwerpen ausrutschte“) in die dänische Fußballgeschichte einging – obwohl sie im Stade du Parc Duden in Forest/Vorst bei Brüssel stattfand.  Diese Partie war das letzte von Hansens 31 Länderspielen.
Außerhalb des Sports war Hansen zunächst als Steinmetz und später als Versicherungsangestellter tätig. Zudem war er als Fußballschiedsrichter aktiv und leitete zwischen 1922 und 1935 insgesamt 17 Länderspiele, darunter Partien im Europapokal der Nationalmannschaften 1931–1932 und der Nordischen Fußballmeisterschaft 1933–36.
Im Jahr 1930 pfiff Hansen zwei Halbfinals sowie beide Finalspiele des Mitropapokals 1930 zwischen Sparta Prag und Rapid Wien, in denen sich die Tschechoslowaken mit 4:3 im Gesamtergebnis durchsetzten.
Sophus Hansen starb im Februar 1962 im Alter von 72 Jahren im Krankenhaus von Bispebjerg in seiner Heimatstadt Kopenhagen, wo er zu diesem Zeitpunkt im Stadtteil Østerbro wohnhaft war. Hansens jüngerer Bruder Hans Peter (1891–1976) war ebenfalls dänischer Fußballnationalspieler.